# کارلوس ده لوس کوبوس
کارلوس ده لوس کوبوس (اسپانیایی: Carlos de los Cobos‎؛ زادهٔ ۱۰ دسامبر ۱۹۵۸) بازیکن سابق و مربی فوتبال اهل مکزیک است.
از باشگاه‌هایی که در آن بازی کرده‌است می‌توان به باشگاه فوتبال آمریکا، باشگاه فوتبال کرتارو، و باشگاه فوتبال مونتری اشاره کرد.
وی همچنین در تیم ملی فوتبال مکزیک بازی کرده‌است.